# Spirit (album, Spirit)
Spirit je debutové a eponymní album skupiny Spirit. Album bylo původně vydané 22. ledna 1968 a znovu s několika bonusy v roce 1996.

## Seznam skladeb
1. "Fresh-Garbage" - 3:11
2. "Uncle Jack" - 2:44
3. "Mechanical World" - 5:15
4. "Taurus" - 2:37
5. "Girl in Your Eye" - 3:15
6. "Straight Arrow" - 2:50
7. "Topanga Windows" - 3:36
8. "Gramophone Man" - 3:49
9. "Water Woman" - 2:11
10. "The Great Canyon Fire in General" - 2:46
11. "Elijah" - 10:42
12. "Veruska †" - 2:50
13. "Free Spirit †" - 4:27
14. "If I Had a Woman †" - 3:11
15. "Elijah (Alternate Take) †" - 9:42

- † - Skladby specifické pro reedici v roce 1996

## Sestava
- Mark Andes – baskytara, zpěv
- Randy California – baskytara, kytara, zpěv
- Ed Cassidy – perkuse, bicí
- Jay Ferguson – perkuse, klávesy, zpěv
- John Locke – klávesy